# Inštitut za kanonsko-pravne vede Teološke fakultete v Ljubljani
Inštitut za kanonsko-pravne vede je znanstveno-raziskovalni inštitut, ki deluje v okviru Teološke fakultete Univerze v Ljubljani.
Predstojnik inštituta je prof. dr. Stanislav Slatinek.